# Sjäkikhanernas palats
Sjäkikhanernas palats (azerbajdzjanska: Şəki xanlarının sarayı) i staden Sjäki, Azerbajdzjan var sjäkikhanernas sommarresidens. Palatset uppvisar dekorativt kakel, fontäner och flera fönster med målat glas. Exteriören är dekorerad med mörkblått, turkost och ockrafärgat kakel i geometriska mönster, och muralmålningar i tempera som inspirerats av Nizami Ganjavis konstverk.
År 2001 satte Azerbajdzjan upp palatset på en lista över möjliga världsarv (tentativa listan) och 2019 upptogs det på Unescos världsarvslista.
Tillsammans med bassängen och platanerna, är sommarresidenset den enda kvarvarande byggnaden från det större palatskomplexet inne i Sjäkikhanernas fästning. En gång omfattade det även ett vinterpalats, residens för khanens familj samt tjänstefolkens kvarter. Palatset byggdes 1797 av Muhammed Hasan Khan och restaurerades mellan 1952 och 1967 av en grupp framstående arkitekter ledda av Niyazi Rzayev.
Det mäter trettiotvå gånger åtta och en halv meter exteriört, har ett två våningar högt murverk längs den nord-sydliga axeln och är täckt med ett valmat tak i trä med långa takfötter. Grundplanen för båda våningarna är identiska; tre rektangulära rum placerade i en rad, avskilda med  smala iwaner mot söder som ger tillgång till rummen. Våningsplanen har separata ingångar för att tillgodose deras offentliga och privata funktioner. Bottenvåningen, som nås söderifrån genom de två iwanerna, användes i huvudsak av bokhållare och lagskrivare. Två trappor intill den norra fasaden går till våningen ovanför, vilken var reserverad för khanens familj och deras gäster.
Sommarresidenset är känt för den överdådiga dekorationen interiört såväl som exteriört. Stora delar av residensets fasad, inklusive hela södra upphöjningarna i centralhallen på båda våningarna, är täckta med en mosaik av färgat glas i ett fackverk av trä (shebeke) som satts samman utan användning av spik eller lim. 
Stalaktitornamenten som kröner de fyra iwanerna är förgyllda på bottenvåningen och täckta med spegelfragment på första våningen. Återstående fasadytor är dekorerade med blommigt kakel och kakelmosaik.
Residensets innerväggar är helt täckta med fresker målade vid olika tillfällen under 1800-talet. Många har vaser med blommor och en serie målningar på bottenvåningen avbildar jakt- och krigsscener. Konstnärerna som signerat verken är Ali Kuli, Kurban Kuli och Mizra Jafar från Shemaha, Usta Gambar från Shusha och Abbas Kuli, som även kan ha varit sommarresidensets arkitekt.